# Universitätsbibliothek der RWTH Aachen
Die Universitätsbibliothek (UB) der RWTH Aachen ist die zentrale Einrichtung für die Literatur- und Informationsversorgung der RWTH Aachen. Sie dient in erster Linie Lehre, Forschung und Studium. Darüber hinaus steht sie auch den Kooperationspartnern und anderen Zielgruppen der RWTH zur Verfügung. Innerhalb des zweischichtigen Bibliothekssystems der RWTH unterstützt die UB die Institutsbibliotheken bei der Erwerbung und Katalogisierung von Medien.

## Geschichte
Die UB wurde bereits bei der Gründung der RWTH mitgedacht. Von 1870 ist die erste Benutzungsordnung überliefert. Erste Beschaffungsrichtlinien datierten in das Jahr 1882. Von Beginn an sammelte die UB vor allem Forschungsliteratur aus den Fachgebieten Architektur, Bauingenieurwesen, Maschineningenieurwesen, Bergbau- und Hüttenkunde und Chemie sowie allgemeine Wissenschaften, vor allem Mathematik und Naturwissenschaften. Sie war somit zunächst Spezialbibliothek für Naturwissenschaften und Technik. Die erste erworbene Monographie (Inv. Nr. 1) war Das Schloß zu Schwerin von Friedrich August Stüler, die erste Zeitschrift (Inv. Nr. 258) das Polytechnische Journal. Seit 1899 hat die UB das Pflichtexemplarrecht für Aachener Dissertationen.
Um 1900 verfügte die UB bereits über ca. 42.000 Bände, 125.000 deutsche und 500.000 englische Patentschriften. In den Jahren 1926/27 beteiligte sich die UB zum ersten Mal an der offiziellen Betriebsstatistik der deutschen Bibliotheken. In diesem Berichtsjahr wurden 42.062 Reichsmark für Neuanschaffungen ausgegeben. Neuerwerbungslisten gab es seit Oktober 1923.
Im Zweiten Weltkrieg wurden aus Sicherheitsgründen ca. 32.400 Bände, darunter vor allem die wertvollsten Buchbestände, in drei Bunker im Westwall der Stadt ausgelagert. Eine versehentliche Sprengung der Gebäude im Januar 1945 vernichtete die bedeutenden Werke. Eine Sammlung wertvoller Tafelwerke zu Architektur und Bildender Kunst ging dabei ebenso verloren wie der Gesamtbestand ausländischer Zeitschriften und zahlreiche Aachener Dissertationen. Die Bände, welche in der Bibliothek zurückgelassen worden waren, blieben hingegen trotz Bombeneinschlägen im Gebäude weitestgehend unbeschadet.
Der damalige Direktor, Carl Walther, wurde am 7. Juli 1941 wegen seiner Zugehörigkeit zur Christengemeinschaft vom Dienst suspendiert. Im Personal- und Vorlesungsverzeichnis 1943/44 erschien als Leiter der Aachener Hochschulbibliothek der Bibliotheksrat Richard Mummendey von der Staatsbibliothek zu Berlin, der sich allerdings im Kriegsdienst befand und seinen Dienst in Aachen nie angetreten hat. Er wurde vom März 1943 bis September 1944 von Bibliotheksrat Werner Buddecke vertreten.
Die vormalige Spezialisierung der UB wurde in den 1960er Jahren erweitert, als die RWTH eine Philosophische und eine Medizinische Fakultät erhielt. Besonders für die Geisteswissenschaften mussten Grundlagen durch Antiquariatskäufe und die Erwerbung von Nachdrucken geschaffen werden.

## Gebäude
In der Anfangszeit war die UB auf der ersten Etage des rechten Flügels im Hauptgebäude der RWTH untergebracht.
1900 erhielt die UB ein eigenes Gebäude. Dieses war nach Plänen des Aachener Professors Karl Henrici ab 1898 erbaut worden.
Die heutige Zentralbibliothek am Templergraben 61 wurde 1966 nach 4-jähriger Bauzeit fertiggestellt. Der Bau verfügt über eine Nutzfläche von ca. 7000 m². Seit 2013 werden außerdem Teile des Nachbargebäudes am Templergraben 59 von der UB genutzt. In beiden Gebäuden stehen insgesamt 550 Lernplätze zur Verfügung. In der Zentralbibliothek befinden sich zudem das Patent- und Normenzentrum und der Freihandbereich mit dem fachlichen Schwerpunkt Naturwissenschaften und Technik sowie das Informationszentrum und die allgemeine Ausleihe. Im Gebäude Bibliothek2 liegt der fachliche Schwerpunkt auf Geistes-, Sozial- und Wirtschaftswissenschaften. Die Lehrbuchsammlung ist im ersten Bibliotheksgebäude in der Wüllnerstraße untergebracht. Einzig die Zweigstelle Medizinische Bibliothek befindet sich im Universitätsklinikum Aachen.

## Sondersammlungen

### Altbestand
Die UB bewahrt ca. 25.000 historische Drucke mit einem Erscheinungsjahr vor 1900 auf. Die überwiegende Mehrheit von ihnen ist in deutscher Sprache verfasst. Das ältestes Buch im Bestand ist die Inkunabel De civitate Dei von Aurelius Augustinus, die 1490 in Basel von Johann Amerbach gedruckt wurde. Die meisten Werke gelangten als Geschenke vor dem Zweiten Weltkrieg in der Bestand der UB.

### Bergbau- und Hüttenkunde, Geologie und Mineralogie
Das älteste Buch der UB, das sich der gedruckten Bergbauliteratur zurechnen lässt, ist eine Ausgabe von Georg Agricolas Bermannus sive de re metallica aus dem Jahr 1541. Ihm schließt sich eine größere Sammlung von montanistischen Literatur des 16. und 17. Jahrhunderts an, u. a.: Vannoccio Biringuccios La pyrotechnie, mehrere Ausgaben von Johannes Mathesius Bergpostill, Georg Engelhard von Löhneysens Bericht vom Bergwerk, Abraham von Schönbergs Ausführliche Berg-Information sowie Balthasar Röslers Speculum metallurgiae politissimum (1700). Eine Wandlung erfuhr die Bergbauliteratur durch die Gründung der ersten Bergakademien in der zweiten Hälfte des 18. Jahrhunderts, aus denen unter anderem die ersten Fachzeitschriften und Lehrbücher stammen.

### Die geisteswissenschaftliche Bibliothek des Amsterdamer Chirurgen Hans Feriz
1971 wurde eine Sammlung von geisteswissenschaftlicher Literatur aus der Bibliothek von Hans Feriz erworben. Sie umfasst 3.645 Bände in separater Aufstellung, darunter zahlreiche wertvolle Erstausgaben, Pressendrucke, satirische Zeitschriften sowie bibliophile Ausgaben des 19. und 20. Jahrhunderts.

## Kooperationen
- TU9-Verband, u. a. jährlich stattfindendes Hospitationsprogramm der Bibliotheken „BibHop“ und gemeinsames Angebot zu Nutzendenschulungen
- Jülich Aachen Research Alliance, u. a. Veranstaltung von JARA-Coffee Lectures gemeinsam mit der Zentralbibliothek des Forschungszentrums Jülich[1]
- Stadtbibliothek Aachen, u. a. gemeinsame Social Media Events und Veranstaltungen im Stadtraum